# Élections sénatoriales de 1998 dans le Cher
Les élections sénatoriales dans le Cher ont eu lieu le dimanche 27 septembre 1998. 
Elles ont eu pour but d'élire les sénateurs représentant le département au Sénat pour un mandat de neuf années.

## Contexte départemental
Lors des élections sénatoriales du 24 septembre 1989 dans le Cher, un sénateur UDF-CDS et un RPR ont été élus, Jacques Genton et Serge Vinçon.
Depuis, tous les effectifs du collège électoral des grands électeurs ont été renouvelés, avec les élections législatives françaises de 1997, les élections régionales françaises de 1998, les élections cantonales de 1994 et 1998 et les élections municipales françaises de 1995.

## Sénateurs sortants
| Sénateur | Sénateur       | Parti | Fonctions lors de l'élection en 1989                              |
| -------- | -------------- | ----- | ----------------------------------------------------------------- |
|          | Jacques Genton | UDF   | Sénateur sortant, président du conseil général, maire de Sancerre |
|          | Serge Vinçon   | RPR   | Maire de Saint-Amand-Montrond                                     |

## Présentation des candidats
Les nouveaux représentants sont élus pour une législature de 9 ans au suffrage universel indirect par les 877 grands électeurs du département. 
Dans le Cher, les sénateurs sont élus au scrutin majoritaire à deux tours.
Les nouveaux représentants sont élus pour une législature de 9 ans au suffrage universel indirect par les 999 grands électeurs du département. 
Dans l'Allier, les sénateurs sont élus au scrutin majoritaire à deux tours. 
| Candidats | Candidats             | Parti | Principale fonction                                                           |
| --------- | --------------------- | ----- | ----------------------------------------------------------------------------- |
|           | Jean-Pierre Charles   | PCF   |                                                                               |
|           | Denis Durand          | MDC   |                                                                               |
|           | Pierre Fouchet        | Verts |                                                                               |
|           | Pierre Houques        | PS    |                                                                               |
|           | Serge Méchin          | PS    | Conseiller municipal de Torteron                                              |
|           | Alain Tanton          | UDF   | Conseiller municipal de Bourges                                               |
|           | Philippe de Bonneval  | UDF   |                                                                               |
|           | Claude Blay           | DVD   |                                                                               |
|           | Franck Thomas-Richard | DL    | Ancien député, ancien conseiller général                                      |
|           | Serge Lepeltier       | RPR   | Maire de Bourges                                                              |
|           | Serge Vinçon          | RPR   | Sénateur sortant, président du conseil général, maire de Saint-Amand-Montrond |
|           | Jean d'Ogny           | FN    | Conseiller régional                                                           |

## Résultats
| Candidat et parti politique | Candidat et parti politique | Candidat et parti politique | Premier tour | Premier tour | Second tour | Second tour |
| Candidat et parti politique | Candidat et parti politique | Candidat et parti politique | Voix         | %            | Voix        | %           |
| --------------------------- | --------------------------- | --------------------------- | ------------ | ------------ | ----------- | ----------- |
|                             | Serge Vinçon                | RPR                         | 559          | 65,53        |             |             |
|                             | Serge Lepeltier             | RPR                         | 311          | 36,46        | 575         | 70,55       |
|                             | Alain Tanton                | UDF                         | 159          | 18,64        | 2           | 0,25        |
|                             | Denis Durand                | MDC                         | 114          | 13,36        | 227         | 27,61       |
|                             | Jean-Pierre Charles         | PCF                         | 108          | 12,66        | 3           | 0,37        |
|                             | Philippe de Bonneval        | UDF                         | 103          | 12,08        | Retrait     | Retrait     |
|                             | Franck Thomas-Richard       | DL                          | 74           | 8,68         | Retrait     | Retrait     |
|                             | Pierre Houques              | PS                          | 78           | 9,14         | Retrait     | Retrait     |
|                             | Serge Méchin                | PS                          | 78           | 9,14         | Retrait     | Retrait     |
|                             | Jean d'Ogny                 | FN                          | 29           | 3,40         | 7           | 0,86        |
|                             | Pierre Fouchet              | Verts                       | 23           | 2,70         | Retrait     | Retrait     |
|                             | Claude Blay                 | DVD                         | 8            | 0,94         | 3           | 0,37        |
|                             |                             |                             |              |              |             |             |
| Inscrits                    | Inscrits                    | Inscrits                    | 877          |              | 877         |             |
| Abstentions                 | Abstentions                 | Abstentions                 | 5            | 0,67         | 8           | 0,91        |
| Votants                     | Votants                     | Votants                     | 872          | 99,43        | 869         | 99,09       |
| Blancs et nuls              | Blancs et nuls              | Blancs et nuls              | 19           | 2,18         | 54          | 6,21        |
| Exprimés                    | Exprimés                    | Exprimés                    | 853          | 97,82        | 815         | 93,79       |